# 4632-es mellékút (Magyarország)
A 4632-es számú mellékút egy közel 20 kilométer hosszú, négy számjegyű mellékút Jász-Nagykun-Szolnok vármegye területén; a főútvonalaktól félreeső Kétpó község számára biztosít összeköttetést Mezőtúr és Törökszentmiklós felé, illetve a 46-os főúttal.

## Nyomvonala
Kétpó északi külterületén, Törökszentmiklós déli határszélétől nem messze ágazik ki a 46-os főútból, annak 12+500-as kilométerszelvényénél, délnyugat felé; ugyanott ágazik ki a 4204-es út Fegyvernek irányába. Három kilométer után éri el a Szolnok–Békéscsaba–Lőkösháza-vasútvonalat, Kétpó megállóhely keleti szélénél keresztezi azt, majd egyből be is lép a település lakott területére, ahol az Október 6. utca nevet veszi fel, a településközpont keleti szélén végighúzódva.
Alig egy kilométer után el is hagyja a község házait, majd 4,9 kilométer után egy elágazáshoz ér. Északnyugat felé a 46 347-es út ágazik ki, amely Pusztapó külterületi településrészre és Pusztapó megállóhelyre vezet, a 4632-es pedig délkeleti irányban folytatódik. 8,2 kilométer után keresztezi Mezőtúr határvonalát, ott már inkább kelet-délkeleti irányt követ. 10,5 kilométer után kiágazik belőle a 46 346-os út Csugar megállóhelyre, majd külterületek közt húzódik tovább, egészen a 16. kilométere környékéig, ahol eléri Mezőtúr első ipari-gazdasági létesítményeit.
A 16+150-es kilométerszelvénye táján keresztezi a Mezőtúr–Orosháza–Mezőhegyes–Battonya-vasútvonalat, nyílt vonali szakaszon, majd belép Béketelep városrészre, ahol Szolnoki út a neve. Elhalad a Felsőrészi református temető és Erzsébetliget északi széle mellett, utolsó szakaszán a Petőfi Sándor utca nevet veszi fel, és így ér véget, visszatorkollva a 46-os főútba, amely ott majdnem pontosan 25,5 kilométer teljesítésénél jár. Teljes hossza, az országos közutak térképes nyilvántartását szolgáló kira.gov.hu adatbázisa szerint 18,445 kilométer.

## Települések az út mentén
- Kétpó
- Mezőtúr